# Galambvirág
A galambvirág (Isopyrum) a boglárkavirágúak (Ranunculales) rendjébe és a boglárkafélék (Ranunculaceae) családjába tartozó növénynemzetség. Az Isopyrum igen közeli rokona az Enemion nemzetség, amelyet egyes rendszertanok az Isopyrum részként tartanak számon.

## Elterjedés
Fajai Eurázsia területén honosak.

## Fajok
A lista nem teljes.
- Isopyrum anemonoides Kar. & Kir
- Isopyrum arisanense (Hayata) Ohwi
- Isopyrum auriculatum Franch.
- Isopyrum dicarpon Miq.
- Isopyrum hakonense Maekawa & Tuyama ex Ohwi
- Isopyrum leveilleanum Nakai
- Isopyrum ludlowii Tamura & Lauener
- Isopyrum nipponicum Franch.
- Isopyrum numajirianum Makino
- Isopyrum manshuricum Kom.
- Isopyrum pterigionocaudatum Koidz.
- Isopyrum stoloniferum Maxim.
- Isopyrum trachyspermum Maxim.
- erdei galambvirág (Isopyrum thalictroides L.)
- Isopyrum uniflorum Aitch. & Hemsl.